# 鲁珀茨贝格
鲁珀茨贝格是德国莱茵兰-普法尔茨州的一个市镇。总面积8.07平方公里，总人口1483人，其中男性715人，女性768人（2011年12月31日），人口密度184人/平方公里。